# Lotus 93T
O 93T é o modelo da Lotus utilizado na temporada de 1983 da Fórmula 1. Condutores: Elio de Angelis e Nigel Mansell. 
De Angelis utilizou o chassi 93T no GP do Oeste dos Estados Unidos até o do Canadá e Mansell apenas no GP da Alemanha.

## Resultados[1]
(legenda) 
|      |     |                              |    |                 |     |       |       |       |       |     |       |       |     |       |     |     |     |     |     |     |    |  |  |
|      |     |                              |    |                 | BRA | USW   | FRA   | SMR   | MON   | BEL | USE   | CAN   | GBR | GER   | AUT | HOL | ITA | EUR | RSA |     |    |  |  |
| 1983 | 93T | Renault-Gordini EF1 V6 Turbo | 11 | Elio de Angelis |     | Ret P | Ret P | Ret P | Ret P | 9 P | Ret P | Ret P |     |       |     |     |     |     |     | 012 | 8º |  |  |
| 1983 | 93T | Renault-Gordini EF1 V6 Turbo | 12 | Nigel Mansell   |     |       |       |       |       |     |       |       |     | Ret P |     |     |     |     |     | 012 | 8º |  |  |

↑1  Mansell utilizou o chassi 92 com motor Ford Cosworth aspirado no GP do Brasil (apenas De Angelis) até o Canadá marcando 1 ponto total
↑2  De Angelis e Mansell utilizaram o 94T com motor Renault turbo no GP da Grã-Bretanha, na Alemanha apenas De Angelis e os dois pilotos da Áustria até a África do Sul marcando 11 pontos totais.